# Château d'Aujols
Le château d'Aujols connu sous le nom de Les Créneaux est le vestige d'un château situé à Aujols, en France.

## Localisation
Le château est situé sur la commune d'Aujols, dans le département français du Lot.

## Historique
La tradition voudrait que ce château ait été construit par les Templiers. Cette tradition est contredite par le fait que la seigneurie d'Aujols appartenait au chapitre de la cathédrale de Cahors dans la première moitié du XIIIe siècle. Le chapitre a inféodé la seigneurie à la famille de Cardaillac-Bioule malgré les droits que faisaient valoir les descendants des anciens vicomtes de Cahors. 
Cependant, on remarque que l'église d'Aujols avait un parti architectural proche de celui de la commanderie de La Capelle-Livron. Par ailleurs, les chevaliers de Vayrols qui avaient cédé aux templiers plusieurs maisons à Cahors vers 1194 possédaient des terres à Aujols à la fin du XIIe siècle.
Il est possible que le chapitre de Cahors venait d'acquérir l'église et le fief pour y établir un prieuré construit près de l'église Saint-Jean-Baptiste.
La première mention de ce fief tenu par les Cardaillac-Bioule date de 1252 quand Bertrand de Cardaillac-Bioule rend hommage au chapitre de Cahors pour diverses seigneuries dont Aujols. Ses descendants, Bertrand II et Hugues rendent hommage pour ce fief au chapitre de Cahors en 1316 et 1339.
Le château d'Aujols a été construit dans la seconde moitié du XIIIe siècle, donc par la famille de Cardaillac-Bioule, probablement dans une enceinte commune avec l'église comme semble l'indiquer un acte daté de 1310 qui précise que les paroissiens doivent traverser le château pour se rendre à la messe.
Le chapitre de Cahors semble avoir perdu sa suzeraineté sur le fief car les Cardaillac-Bioule ont rendu hommage au roi pour leurs fiefs, Aujols, Cieurac et Saint-Cirq-Lapopie, après la guerre de Cent Ans. Comme bien des fiefs du Quercy, Aujols sort de la guerre de Cent Ans complètement dévasté. Jean de Cardaillac (après 1408-après 1470), coseigneur d'Aujols doit acenser des terres de la seigneurie pour y établir de nouveaux habitants, en 1455. Son fils, Raymond de Cardaillac (vers 1450- 1501) avait participé à la Ligue du Bien public avec d'autres seigneurs de Guyenne. En 1487, sur ordre d'Anne de Beaujeu, les armées du roi Charles VIII ont dévasté ses terres et détruits le château des Cardaillac à Saint-Cirq-Lapopie et sont peut-être passées par Aujols. Il a commencé la construction du château de Cieurac.
En 1503, Jacques de Cardaillac (1476-vers 1515), sénéchal du Quercy, coseigneur de Saint-Cirq-Lapopie, seigneur de Cieurac, de Bias et de Concots, rend hommage pour Aujols en 1503. Dès 1520, les Cardaillac ont vendu une partie d'Aujols à la famille Dayrac. Son fils, Antoine de Cardaillac, rend hommage pour Aujols en 1543 au chapitre de Cahors. Antoine II de Cardaillac fait un accord avec les habitants d’Aujols au sujet des aréages de la rente en 1598. La veuve de ce dernier, Antoinette de Paluels, vend aux consuls des rentes sur les paroisses d’Aujols et de Laburgade. Le château d’Aujols a été laissé en héritage par Bertrand II de Cardaillac-Bioule à sa veuve. Les Cardaillac-Bioule ont perdu la seigneurie d'Aujols à la fin du XVIe siècle et le château d'Aujols est alors abandonné.
Antoine de Fontanges, seigneur de Laroque-des-Arcs, vend en 1631 la moitié de la seigneurie et le château à Mademoiselle de Vanis. Cette partie passa ensuite aux Dadine de Hauteserre.
Le château est en ruines au XVIIIe siècle. Une nouvelle habitation va s'y installer en conservant deux façades du château.
L'édifice est inscrit au titre des monuments historiques le 25 juin 1929.